# Episodi di Haven (seconda stagione)
La seconda stagione della serie televisiva Haven, composta da 13 episodi, è stata trasmessa in prima visione assoluta negli Stati Uniti dal canale via cavo Syfy dal 15 luglio al 6 dicembre 2011.
In Italia la stagione è stata trasmessa in prima visione da Steel, canale a pagamento della piattaforma Mediaset Premium, dal 1º novembre 2011 al 24 gennaio 2012; in chiaro è stata trasmessa da Rai 4 dal 5 aprile 2012.
L'arco narrativo di questa stagione si dipana nei primi 12 episodi. Il 13º e ultimo, Canto di Natale, è infatti uno speciale episodio stand-alone a tema natalizio, slegato dalla continuity di Haven e trasmesso appositamente nel mese di dicembre, al di fuori della programmazione regolare della serie; la prima messa in onda in lingua italiana della stagione ha invece inserito l'episodio all'interno della stagione, sempre in prossimità delle feste natalizie. L'episodio fa parte di una speciale programmazione natalizia di Syfy che ha visto coinvolte anche Eureka, Ghost Hunters e Warehouse 13.
| nº | Titolo originale           | Titolo italiano                   | Prima TV USA      | Prima TV Italia  |
| -- | -------------------------- | --------------------------------- | ----------------- | ---------------- |
| 1  | A Tale of Two Audreys      | Le due Audrey                     | 15 luglio 2011    | 1º novembre 2011 |
| 2  | Fear & Loathing            | Paura e disgusto                  | 22 luglio 2011    | 8 novembre 2011  |
| 3  | Love Machine               | Amori e motori                    | 29 luglio 2011    | 16 novembre 2011 |
| 4  | Sparks and Recreation      | Scintille in campo                | 5 agosto 2011     | 22 novembre 2011 |
| 5  | Roots                      | Radici                            | 12 agosto 2011    | 29 novembre 2011 |
| 6  | Audrey Parker's Day Off    | Il giorno libero di Audrey Parker | 19 agosto 2011    | 6 dicembre 2011  |
| 7  | The Tides That Bind        | In balia delle maree              | 26 agosto 2011    | 13 dicembre 2011 |
| 8  | Friend or Faux             | Vero o falso                      | 2 settembre 2011  | 27 dicembre 2011 |
| 9  | Lockdown                   | Isolamento                        | 9 settembre 2011  | 3 gennaio 2012   |
| 10 | Who, What, Where, Wendigo? | Creature della foresta            | 16 settembre 2011 | 10 gennaio 2012  |
| 11 | Business as Usual          | Normale amministrazione           | 23 settembre 2011 | 17 gennaio 2012  |
| 12 | Sins of the Fathers        | Le colpe dei padri                | 30 settembre 2011 | 24 gennaio 2012  |
| 13 | Silent Night               | Canto di Natale                   | 6 dicembre 2011   | 20 dicembre 2011 |

## Le due Audrey
- Titolo originale: A Tale of Two Audreys
- Diretto da: T. W. Peacocke
- Scritto da: Sam Ernst e Jim Dunn

### Trama
Audrey si confronta con una donna giunta a Haven che afferma di essere Audrey Parker, condividendo il suo nome e i suoi ricordi. Nel contempo, le dieci piaghe dell'Esodo vengono rappresentate sotto forma di problemi a Haven e la morte dei figli primogeniti viene evitata solo attraverso la storia di un bambino. Nathan deve guidare il dipartimento di polizia ora che suo padre è morto.

## Paura e disgusto
- Titolo originale: Fear & Loathing
- Diretto da: Rob Lieberman
- Scritto da: Gabrielle Stanton

### Trama
Audrey non è ancora riuscita a venire a capo del mistero sulla donna che afferma di essere lei. Ma i problemi per l'agente speciale Audrey e Nathan non sembrano finire mai.
Audrey insieme a Nathan e all'altra Audrey, hanno a che fare con una terrificante epidemia che si sta diffondendo a macchia d'olio nella città di Haven, facendo vivere ai contagiati un incubo a occhi aperti, che riporta in vita le loro peggiori paure.

## Amori e motori
- Titolo originale: Love Machine
- Diretto da: T. W. Peacocke
- Scritto da: Matt McGuinness (soggetto), Matt McGuinness, Nora Zuckerman e Lilla Zuckerman (sceneggiatura)

### Trama
Audrey e Nathan avranno a che fare con gli oggetti che si animano e attaccano i loro proprietari. La "seconda" Audrey chiede intanto a Duke di essere accompagnata su un isolotto: dopo essere entrata in un capanno, ne esce perdendo la memoria.

## Scintille in campo
- Titolo originale: Sparks and Recreation
- Diretto da:
- Scritto da:

### Trama
Audrey e Nathan si trovano alla tradizionale partita di baseball di Haven dove avranno a che fare con una scarica elettrica che ferirà l'arbitro della partita, possibili indagati sono il sindaco di Haven il quale con il suo problema sfrutta la stima dei cittadini e suo figlio Chris. Quando verrà ucciso anche il sindaco le cose si complicheranno, Chris sarà il primo indiziato e in seguito a lui anche la sua matrigna. Intanto Duke è impegnato nella ricerca attraverso la mappa, di qualcosa che lo dovrebbe aiutare a capire chi vuole ucciderlo con l'aiuto della sua ex moglie.

## Radici
- Titolo originale: Roots
- Diretto da: Tim Southam
- Scritto da: Jim Dunn

### Trama
Audrey e Chris si recano a una prova di un matrimonio tra i figli delle famiglie Novelli e Keegan, per portare un documento agli sposi. Al momento della consegna Audrey assiste a un litigio tra lo sposo Peter e il suocero, il ricco Ben: quest'ultimo sparisce nel bosco, rapito da una qualche entità. Nel frattempo Duke e Evi si recano alla stessa cerimonia per parlare con l'anziana Beverley Keegan, nonna della sposa, esperta di antichità: Duke mostra all'anziana la piccola scatola trovata in precedenza, per ottenere informazioni su di essa o per riceverne un compenso per l'acquisto. Audrey interroga l'anziano Dom Novelli, nonno dello sposo che parla di come la famiglia Keegan abbia da sempre i "problemi" di Haven. Viene rinvenuto il corpo straziato di Ben Keegan e il gruppo assiste all'invasioni di radici proveniente dal vicino bosco, che ben presto infestano l'intera zona: Audrey riesce a portare i presenti in un fienile, mentre le radici avvolgono l'edificio. Nel frattempo anche Nathan, rimane asserragliato dalle radici, nel furgone di Dave e Vince.

## Il giorno libero di Audrey Parker
- Titolo originale: Audrey Parker's Day Off
- Diretto da:
- Scritto da:

### Trama
L'agente Audrey Parker si prende un giorno libero da passare insieme a Chris, viene però costretta a tornare al lavoro da un loop temporale di cui solo Audrey si rende conto e che la costringe a rivivere più volte la stessa giornata che termina ogni volta con la morte di una persona diversa.

## Creature della foresta

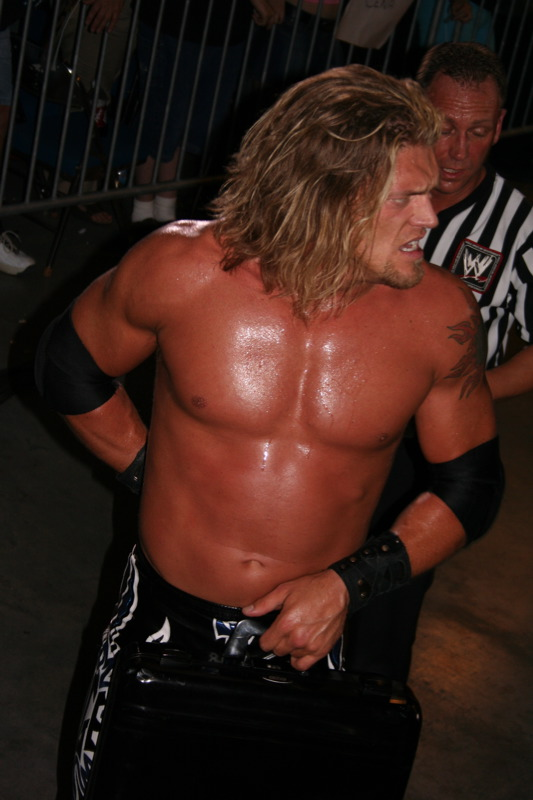
L'ex wrestler Adam Copeland (Edge), nella serie interpreta Dwight Hendrickson

- Titolo originale: Who, What, Where, Wendigo?
- Diretto da: Lee Rose
- Scritto da: Jonathan Abrahams

### Trama
Un nuovo Problema appare a Haven: un misterioso killer vaga per i boschi smembrando le sue vittime e lasciandosi, letteralmente, una scia di sangue alle spalle. Ottenuto un identikit del sospettato, Audrey e Nathan si recano dal padre di Rory, un ragazzo scomparso e possibile vittima: dopo gli ultimi avvenimenti, non fidandosi più di nessuno in città, i due detective hanno intenzione di svolgere da soli le indagini, ma il padre del ragazzo, ex marine, non vuole sentire ragioni e si aggrega al gruppo, a cui si aggiungono Dwight (incapace di accettare la morte della figlioletta Lizzie) e Dave e Vince, conoscitori dei luoghi. Quando nei boschi il gruppo trova il corpo smembrato del sospettato, appare evidente che si tratti di un wendigo, leggendaria creatura che divora gli uomini: i sospetti cadono quindi su Rory stesso, ma il padre s'infuria a questa ipotesi e si aggrega al gruppo del reverendo Driscoll, nel frattempo giunto con un altro gruppo, di cui fa parte anche Duke. Il gruppo di Driscoll è deciso a non fare prigionieri e risolvere, una volta per tutte, i Problemi di Haven.
 I due gruppi si fronteggiano e per poco non si attaccano l'un l'altro: dopo una notte passata all'addiaccio (in cui Duke rivela ad Audrey di essersi unito nelle ricerche al reverendo solo per poter ottenere informazioni sul suo passato), Nathan incappa in due ragazze, Frankie e Sophie Benton, che subito ammettono di essere loro i wendigo e di non riuscire più a trattenere la fame di carne umana: alle domande di Nathan e Audrey sul fatto che avessero ucciso uomini, le due sorelle rispondono che l'omicida è una terza sorella, Amelia, la ragazza di Rory. Amelia, confusa e affamata, è nascosta nel bosco e Rory con tutta probabilità sta "cacciando" per lei, attirando persone in trappola. Così accade anche al reverendo Driscoll, che, catturato da Rory, viene legato a un albero. Ma Amelia riesce a resistere alla tentazione di divorarlo e lo libera: per tutta risposta il reverendo la colpisce e sta per ucciderla, quando giungono Nathan e Audrey: l'agente dell FBI spara, uccidendo il reverendo. Giunti in città, Duke attacca Audrey, accusandola di aver ucciso intenzionalmente Driscoll e di avergli impedito di sapere la verità sul suo passato.

## Normale amministrazione

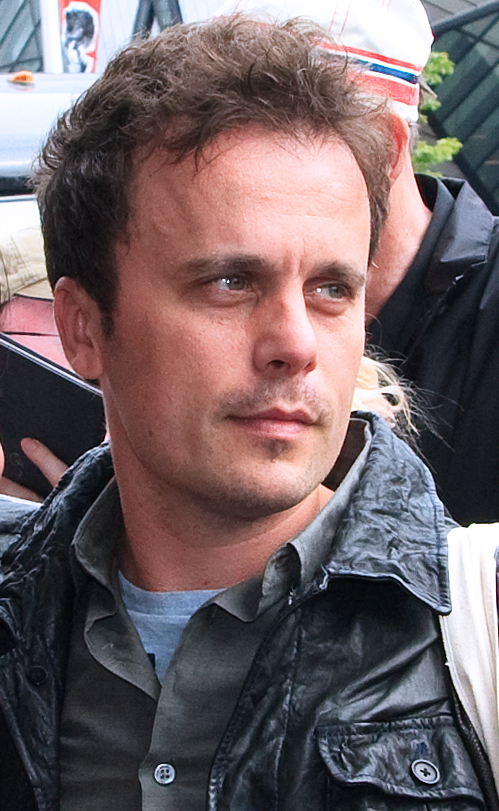
Joris Jarsky è Stu Pierce nell'episodio 11

- Titolo originale: Business as Usual
- Diretto da: Shawn Piller
- Scritto da: Matt McGuiness, Gabrielle Stanton

### Trama
Durante una mini maratona, uno dei partecipanti muore: il suo corpo è completamente privo d'acqua e ridotto a uno scheletro rinsecchito. Dopo aver appreso da Dwight che la vittima era affetta da un Problema (non rivelato) e che si accingeva a partecipare a un incontro serale tra altri "affetti dai Problemi", Audrey e Nathan si recano sul posto. L'agente è tuttavia mal vista dagli abitanti del posto (dopo l'uccisione del reverendo), soprattutto da un avvocato, Patrick Grolsch, che accusa un altro abitante di Haven, Stu Pierce. Giunge la notizia di un altro decesso, e anche questa volta la vittima è disidratata, affetta da un Problema e si apprestava a partecipare alla riunione. Audrey e Nathan si recano quindi a casa di Stu: qui trovano sua moglie Colleen legata, mentre il marito è scomparso: il rapitore è quindi a conoscenza della lista di persone che avrebbero partecipato alla riunione. Nel frattempo, sistemando le cose di Evi, Duke trova la scatola d'argento e un biglietto di Evi: scopre che la scatola ha il nome "Crocker" sulla parte superiore e decide così di chiedere spiegazioni a Dave e Vince.

## Le colpe dei padri
- Titolo originale: Sins of the Fathers
- Diretto da: Lee Rose
- Scritto da: Sam Ernst, Jim Dunn

### Trama
I familiari di molti paesani, in apparenza a caso, tornano per risolvere i conti in sospeso. Sia Duke che Nathan sono colpiti dal Problema e sembra anche molto colpiti dall'influenza dei loro padri. Il ragazzo che ha causato tutto era stato manipolato dal Reverendo quando era in vita. Audrey scompare.

## Canto di Natale
- Titolo originale: Silent Night
- Diretto da: Shawn Piller
- Scritto da: Brian Millikin

### Trama
Audrey si accorge che a Haven qualcosa non va, dato che tutti gli abitanti vogliono festeggiare il Natale durante il mese di luglio. Iniziano a succedere cose strane, come tamponamenti di auto e sparizioni di persone. Con l'aiuto di Duke, Nathan, Dave e Vince, l'agente dell'FBI prova a risolvere il Problema.